# زورنیتسا مارینووا
زورنیتسا مارینووا (به انگلیسی: Zornitsa Marinova) ژیمناست زادهٔ ۶ ژانویهٔ ۱۹۸۷ میلادی اهل کشور بلغارستان است.